# Едуард Ґенов
Едуард Ґенов (болг. Едуард Генов; 1946, Софія, Болгарія — 16 грудня 2009, Сакраменто, США) — болгарський громадський діяч, активіст антикомуністичного руху в 1960-80-их роках. Багаторічний політв'язень комуністичних тюрем.

## Біографія
1964 року вступив до Молодіжної групи за національну свободу та був місяць в ув'язненні. У вересні 1968 року, будучи студентом історичного факультету Софійського університету Святого Климента Охридського, публічно протестував разом із Александаром Димитровим і Валентином Радевим проти окупації Чехословаччини військами Варшавського договору. У жовтні заарештований, а в січні 1969 року — засуджений за організацію «незаконної контрреволюційної групи» на п'ять років тюремного ув'язнення. Відбував покарання у в'язниці міста Стара Загора, де згодом засуджений вдруге за спробу втечі і звільнився лише 1978 року.
1987 році був одним із підписантів шести відкритих листів на міжнародній конференції у Відні, присвяченій Гельсінським угодам, а потім на деякий час знову заарештований. На початку 1988 року він є одним із засновників Незалежного товариства захисту прав людини. 6 червня 1988 року заарештований та інтернований до села Михалково, а в жовтні висланий із країни та оселився в Сан-Франциско, США.
Помер 16 грудня 2009 року від інфаркту.